# (1040) Klumpkea
(1040) Klumpkea es un asteroide que forma parte del cinturón de asteroides y fue descubierto por Benjamin Jekhowsky desde el observatorio de Argel-Bouzaréah, Argelia, el 20 de enero de 1925.

## Designación y nombre
Klumpkea se designó al principio como 1925 BD.
Más tarde, fue nombrado en honor de la astrónoma estadounidense Dorothea Klumpke (1861-1943).

## Características orbitales
Klumpkea orbita a una distancia media de 3,111 ua del Sol, pudiendo acercarse hasta 2,51 ua. Su excentricidad es 0,1931 y la inclinación orbital 16,69°. Emplea en completar una órbita alrededor del Sol 2004 días.